# 1938年全仏選手権 (テニス)
1938年 全仏選手権（1938ねんぜんふつせんしゅけん、Internationaux de France de Roland-Garros 1938）に関する記事。フランス・パリにある「スタッド・ローラン・ギャロス」にて開催された大会である。

## 大会の流れ
- 男子シングルスは「90名」の選手による7回戦制で行われ、38名の選手に「1回戦不戦勝」（抽選表では“Bye”と表示）があった。シード選手は16名。シード選手でも、1回戦から出場した人と、2回戦から登場した人がいる。2回戦から登場した選手が初戦敗退の場合は「2回戦＝初戦」と表記する。
- 女子シングルスは「37名」の選手による6回戦制で行われ、シード選手は8名であった。5人の選手を絞り落とすため、1回戦は5試合を実施し、他の27名は2回戦から出場した（シード選手は含まず）。女子のシード選手が初戦敗退の場合は「2回戦＝初戦」と表記する。

## シード選手

### 男子シングルス
1. ドン・バッジ　（初優勝）
2. フラニョ・プンチェツ　（ベスト4）
3. ロデリク・メンツェル　（準優勝）
4. クリスチャン・ボッサス　（ベスト8）
5. ラディスラフ・ヘクト　（4回戦）
6. イボン・ペトラ　（1回戦）
7. ジーン・マコ　（3回戦）
8. ベルナール・デストレモー　（ベスト8）
9. アダム・バヴォロフスキ　（4回戦）
10. フランティシェク・チェイナー　（ベスト8）
11. ドラグティン・ミティッチ　（ベスト8）
12. ヨシップ・パラーダ　（ベスト4）
13. オーウェン・アンダーソン　（4回戦）
14. ウィリアム・ロバートソン　（1回戦）
15. アンドレ・マルタン＝レゲイ　（2回戦＝初戦）
16. フラニョ・ククリェビッチ　（4回戦）

### 女子シングルス
1. シモーヌ・マチュー　（初優勝）
2. ナンシー・ウィン　（3回戦）
3. シルビ・アンロタン　（ベスト8）
4. バレリー・スコット　（2回戦＝初戦）
5. アーレット・ハルフ　（ベスト4）
6. ネル・ホール・ホップマン　（3回戦）
7. ロリン・コカーク　（ベスト4）
8. エスター・ハイン＝ミュラー　（2回戦＝初戦）

## 大会経過

### 男子シングルス
準々決勝
- ドン・バッジ vs.  ベルナール・デストレモー　6-4, 6-3, 6-4
- ヨシップ・パラーダ vs.  クリスチャン・ボッサス　6-1, 3-6, 4-6, 6-1, 6-2
- ロデリク・メンツェル vs.  ドラグティン・ミティッチ　6-0, 6-0, 6-1
- フラニョ・プンチェツ vs.  フランティシェク・チェイナー　3-6, 6-3, 6-2, 6-3

準決勝
- ドン・バッジ vs.  ヨシップ・パラーダ　6-2, 6-3, 6-3
- ロデリク・メンツェル vs.  フラニョ・プンチェツ　6-4, 6-4, 6-4

### 女子シングルス
準々決勝
- シモーヌ・マチュー vs.  ドロシー・スティーブンソン　6-4, 6-0
- アーレット・ハルフ vs.  スザンヌ・パネティエ　2-6, 6-4, 6-3
- ネリー・アダムソン・ランドリー vs.  シルビ・アンロタン　6-2, 6-2
- ロリン・コカーク vs.  ジャクリーン・ゴールドシュミット　6-2, 6-1

準決勝
- シモーヌ・マチュー vs.  アーレット・ハルフ　6-1, 6-1
- ネリー・アダムソン・ランドリー vs.  ロリン・コカーク　6-2, 6-4

## 決勝戦の結果
- 男子シングルス： ドン・バッジ vs.  ロデリク・メンツェル　6-3, 6-2, 6-4
- 女子シングルス： シモーヌ・マチュー vs.  ネリー・アダムソン・ランドリー　6-0, 6-3
- 男子ダブルス： イボン・ペトラ＆ ベルナール・デストレモー vs.  ドン・バッジ＆ ジーン・マコ　3-6, 6-3, 9-7, 6-1
- 女子ダブルス： シモーヌ・マチュー＆ ビリー・ヨーク vs.  アーレット・ハルフ＆ ネリー・アダムソン・ランドリー　6-3, 6-3
- 混合ダブルス： ドラグティン・ミティッチ＆ シモーヌ・マチュー vs.  クリスチャン・ボッサス＆ ナンシー・ウィン　2-6, 6-3, 6-4